# Marquisat de Dolceacqua
1276 – 1793
517 ans
Entités précédentes :
- Saint-Empire romain germanique :
- Comté de Vintimille

Entités suivantes :
- Première République française :
- Alpes-Maritimes

Le marquisat de Dolceacqua (en italien : marchesato di Dolceacqua) est un fief impérial mineur, indépendant du 9 avril 1276 au 14 juin 1797, à Dolceacqua, gouverné par une branche de la famille des Doria. Outre le bourg, encore dominé par le château seigneurial, la seigneurie, devenue marquisat, comprend également Isolabona, Apricale, Perinaldo et le comté de Rocchetta.

## Histoire

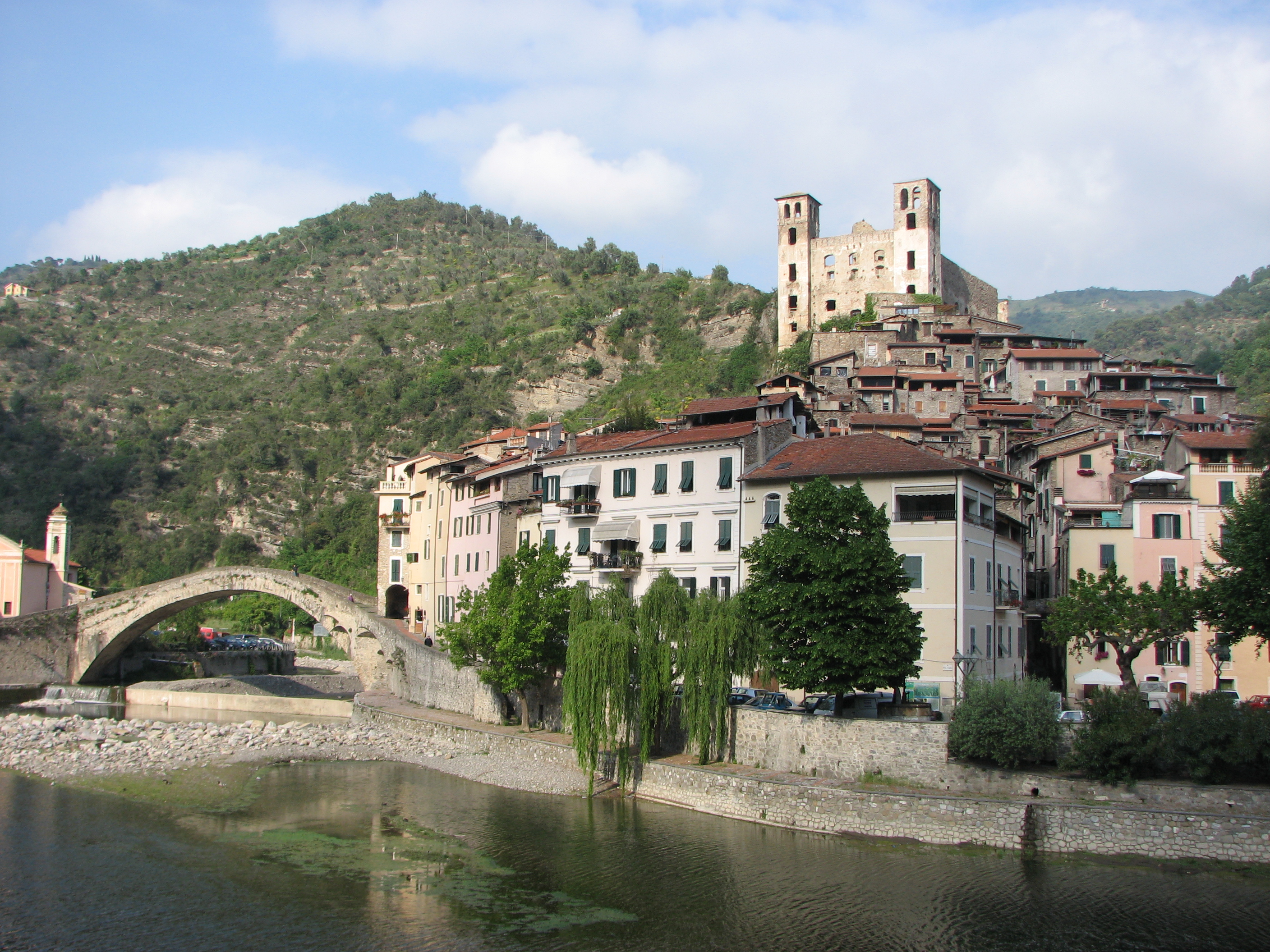
Château de Dolceacqua.

En 1524, la seigneurie est incorporée dans le comté de Nice. Comme tous les fiefs impériaux mineurs, il finit par disparaître à la fin du XVIIIe siècle : en 1792, les troupes révolutionnaires françaises occupent Nice et est créé en 1793 le 85e département, dit des Alpes-Maritimes (1793-1814). Le canton de Perinaldo nouvellement créé comprend le territoire du marquisat.
Les Doria, ayant perdu leur territoire, conservent néanmoins leur titre de marquis jusqu’à l’union du fief avec la République ligurienne le 14 juin 1797.
Le territoire est ensuite annexé au royaume de Sardaigne (1720-1861) en vertu des décisions du Congrès de Vienne. Avec l’édit du 27 octobre 1815, et l’incorporation de la Ligurie dans les États sardes de terre-ferme, la réorganisation administrative adoptée le 10 novembre 1818, le fait relever de la province de Sanremo, faisant partie de la division de Nice.